# Józef Kuźma
Józef Kuźma (ur. 30 listopada 1935 roku w Łososinie Dolnej) – polski pedagog, prof. dr hab.

## Życiorys
Józef Kuźma urodził się 30 listopada 1935 roku w Łososinie Dolnej, gdzie w 1949 r. ukończył tamże Szkołę Podstawową. W 1953 r. ukończył I Liceum Ogólnokształcące im. J. Długosza w Nowym Sączu. W latach 1953–1958 studiował w Petersburskim Uniwersytecie Agrarnym. W latach 1962–1963 ukończył studia pedagogiczne w Ośrodku Ministerstwa Oświaty w Warszawie. W 1969 r. w Wyższej Szkole Rolniczej w Krakowie uzyskał stopień doktora nauk rolniczych, w 1974 r. stopień doktora habilitowanego w zakresie ekonomii rolnictwa – andragogiki rolniczej w Akademii Rolniczej w Krakowie, w 1984 r. tytuł profesora nadzwyczajnego nauk humanistycznych, a stanowisko profesora zwyczajnego w 2001 roku. Jego dorobek naukowy obejmuje łącznie 264 publikacje, w tym 35 monografii, podręczników i prac zbiorowych pod redakcją naukową, z zakresu andragogiki rolniczej, pedeutologii oraz pedagogiki społecznej. Był promotorem 18 prac doktorskich i 274 magisterskich.
W latach 1970–1979 został zatrudniony na kierownika Międzywydziałowego Zakładu Upowszechniania Postępu Wyższej Szkoły Rolniczej w Krakowie.
Profesor Józef Kuźma w latach 1980-1984 pełnił funkcję dziekana Wydziału Pedagogiki Kultury Wsi w Wyższej Szkole Pedagogiczno-Rolniczej w Siedlcach (aktualnie Wydział Humanistyczny Uniwersytetu Przyrodniczno-Humanistycznego w Siedlcach).
Był zatrudniony na stanowisku profesora w Instytucie Nauk o Wychowaniu na Wydziale Pedagogicznym Uniwersytetu Pedagogicznego im. KEN w Krakowie.
W latach 1996–2002 pełnił również funkcję dziekana na Wydziale Pedagogicznym Akademii Pedagogicznej im. KEN w Krakowie.
W latach 2006–2016 był zatrudniony na stanowisku profesora zwyczajnego Katedry Dydaktyki Wydziału Humanistycznego Krakowskiej Akademii im. Andrzeja Frycza Modrzewskiego, gdzie równocześnie pełnił funkcję Kierownika Katedry Pedagogiki Rodziny.